# Emil Bluhme
Hans Emil Bluhme, född 31 mars 1833 och död 29 november 1926, var en dansk sjöofficer och politiker. Han var son till Christian Albrecht Bluhme.
Bluhme var ursprungligen högersinnad men övergick senare till vänstern och invaldes i folketinget. Här hade han säte intill 1909 och var ansluten först till Det Moderate Venstre, sedan till Venstrereformpartiet.

## Utmärkelser
- Riddare av Dannebrogorden,  1865[2]
- Dannebrogsmännens hederstecken,  1883[2]
- Kommendör av Dannebrogorden,  1908[2]
- Kommendör av första graden av Dannebrogorden,  1921[2]

[Redigera Wikidata]